# Encope
Encope is een geslacht van zee-egels uit de familie Mellitidae. De wetenschappelijke naam van het geslacht werd in 1840 voorgesteld door Louis Agassiz. Soorten uit dit geslacht zijn fossiel bekend vanaf het Mioceen. Het geslacht telt nog meerdere recente soorten.

## Beschrijving
Deze zanddollars hebben een zeer platte schaal, die op zijaanzicht betrekkelijk dun is. De vijf goed ontwikkelde, bloemvormige ambulacra (deel van het skelet, waarin de voetjes van het watervaatstelsel zijn gelegen) hebben aan het uiteinde bij de buitenrand een volledig doorboorde, ovale opening (lunula). Tussen de achterste ambulacra bevindt zich een nog groter zesde gat. De normale diameter bedraagt ongeveer 9 cm.

## Leefwijze
Soorten uit dit geslacht bewonen ondiepe, tropische wateren. Ze leven geheel of deels ingegraven in het zand. Voedsel wordt verkregen uit het sediment.

## Synoniemen
- Moulinia L. Agassiz, 1841
- Echinoglyphus Gray, 1852
- Echinoglycus Gray, 1855
- Ravenellia Lütken, 1864[2]
- Macrophora Conrad, 1865 †
- Desmoulinaster Lambert & Thiéry, 1914

## Soorten
recent
- Encope arcensis Durham, 1950
- Encope emarginata (Leske, 1778)
- Encope grandis L. Agassiz, 1841
- Encope laevis H.L. Clark, 1948
- Encope michelini L. Agassiz, 1841
- Encope micropora L. Agassiz, 1841
- Encope pacifica (Verrill, 1867)
- Encope perspectiva L. Agassiz, 1841
- Encope wetmorei A.H. Clark, 1946

uitgestorven
- Encope angelensis Durham, 1950 †
- Encope carmenensis Durham, 1950 †
- Encope chaneyi Durham, 1950 †
- Encope falconensis Cooke, 1961 †
- Encope gatunensis Toula, 1911 †
- Encope homala Arnold & H.L. Clark, 1934 †
- Encope kugleri Jeannet, 1928 †
- Encope loretoensis Durham, 1950 †
- Encope macrophora (Ravenel, 1843) †
- Encope michoacanensis Durham, 1994 †
- Encope peruviana Brighton, 1926 †
- Encope scrippsae Durham, 1950 †
- Encope secoensis Cooke, 1961 †
- Encope shepherdi Durham, 1950 †
- Encope sverdrupi Durham, 1950 †
- Encope vonderschmitti Jeannet, 1928 †
- Encope wiedenmayeri Jeannet, 1928 †